# The Essential Leonard Cohen
The Essential Leonard Cohen es un álbum recopilatorio del músico canadiense Leonard Cohen, publicado por la compañía discográfica Columbia Records en octubre de 2002. El álbum, publicado como parte de la serie The Essential de Sony BMG, recopila la carrera musical de Cohen desde sus comienzos hasta el lanzamiento de Ten New Songs, e incluye representantes de todos sus trabajos discográficos a excepción de Death of a Ladies' Man. 
En agosto de 2008, Columbia reeditó The Essential Leonard Cohen como parte de la serie The Essential 3.0, con un disco extra de canciones no incluidas anteriormente y presentadas como temas favoritos de sus seguidores.

## Lista de canciones
| Disco uno |                                                                 |              |          |  |
| N.º       | Título                                                          | Escritor(es) | Duración |  |
| 1.        | «Suzane» (de Songs of Leonard Cohen)                            |              | 3:48     |  |
| 2.        | «The Stranger Song» (de Songs of Leonard Cohen)                 |              | 5:00     |  |
| 3.        | «Sisters of Mercy» (de Songs of Leonard Cohen)                  |              | 3:34     |  |
| 4.        | «Hey, That's No Way to Say Goodbye» (de Songs of Leonard Cohen) |              | 2:54     |  |
| 5.        | «So Long, Marianne» (de Songs of Leonard Cohen)                 |              | 5:39     |  |
| 6.        | «Bird on the Wire» (de Songs from a Room)                       |              | 3:25     |  |
| 7.        | «The Partisan» (de Songs from a Room)                           |              | 3:25     |  |
| 8.        | «Famous Blue Raincoat» (de Songs of Love and Hate)              |              | 5:09     |  |
| 9.        | «Chelsea Hotel #2» (de New Skin for the Old Ceremony)           |              | 3:06     |  |
| 10.       | «Take This Longing» (de New Skin for the Old Ceremony)          |              | 4:06     |  |
| 11.       | «Who by Fire» (de New Skin for the Old Ceremony)                |              | 2:34     |  |
| 12.       | «The Guests» (de Recent Songs)                                  |              | 6:40     |  |
| 13.       | «Hallelujah» (de Various Positions)                             |              | 4:38     |  |
| 14.       | «If It Be Your Will» (de Various Positions)                     |              | 3:42     |  |
| 15.       | «Night Comes On» (de Various Positions)                         |              | 4:40     |  |
| 16.       | «I'm Your Man» (de I'm Your Man)                                |              | 4:25     |  |
| 17.       | «Everybody Knows» (de I'm Your Man)                             |              | 5:37     |  |
| 18.       | «Tower of Song» (de I'm Your Man)                               |              | 5:37     |  |

| Disco dos |                                               |                                |          |  |
| N.º       | Título                                        | Escritor(es)                   | Duración |  |
| 1.        | «Ain't No Cure for Love» (de I'm Your Man)    |                                | 4:49     |  |
| 2.        | «Take This Waltz» (de I'm Your Man)           | Leonard Cohen, F. García Lorca | 5:58     |  |
| 3.        | «First We Take Manhattan» (de I'm Your Man)   |                                | 5:50     |  |
| 4.        | «Dance Me to the End of Love» (de Cohen Live) |                                | 6:04     |  |
| 5.        | «The Future» (de The Future)                  |                                | 6:40     |  |
| 6.        | «Democracy» (de The Future)                   |                                | 7:03     |  |
| 7.        | «Waiting for the Miracle» (de The Future)     | Leonard Cohen, Sharon Robinson | 7:42     |  |
| 8.        | «Closing Time» (de The Future)                |                                | 5:57     |  |
| 9.        | «Anthem» (de The Future)                      |                                | 5:59     |  |
| 10.       | «In My Secret Life» (de Ten New Songs)        | Leonard Cohen, Sharon Robinson | 4:53     |  |
| 11.       | «Alexandra Leaving» (de Ten New Songs)        | Leonard Cohen, Sharon Robinson | 5:22     |  |
| 12.       | «A Thousand Kisses Deep» (de Ten New Songs)   | Leonard Cohen, Sharon Robinson | 6:26     |  |
| 13.       | «Love Itself» (de Ten New Songs)              | Leonard Cohen, Sharon Robinson | 5:21     |  |

| Disco tres (reedición The Essential 3.0) |                                                           |          |  |
| N.º                                      | Título                                                    | Duración |  |
| 1.                                       | «Seems So Long Ago, Nancy» (de Songs from a Room)         |          |  |
| 2.                                       | «Love Calls You by Your Name» (de Songs of Love and Hate) |          |  |
| 3.                                       | «A Singer Must Die» (de New Skin for the Old Ceremony)    |          |  |
| 4.                                       | «Death of a Ladies' Man» (de Death of a Ladies' Man)      |          |  |
| 5.                                       | «The Traitor» (de Recent Songs)                           |          |  |
| 6.                                       | «By the Rivers Dark» (de Ten New Songs)                   |          |  |
| 7.                                       | «The Letters» (de Dear Heather)                           |          |  |